# Elecciones legislativas de Argentina de 2013
Las elecciones legislativas de Argentina de 2013 se llevaron a cabo el 27 de octubre de dicho año. Previamente se realizaron las Elecciones primarias, abiertas, simultáneas y obligatorias (PASO) para determinar las candidaturas para los cargos nacionales. A través de estos comicios se renueva la mitad de los miembros (127) de la Cámara de Diputados para el período 2013-2017 y un tercio de los miembros (24) del Senado para el período 2013-2019.

## Cargos a renovar

### Senadores

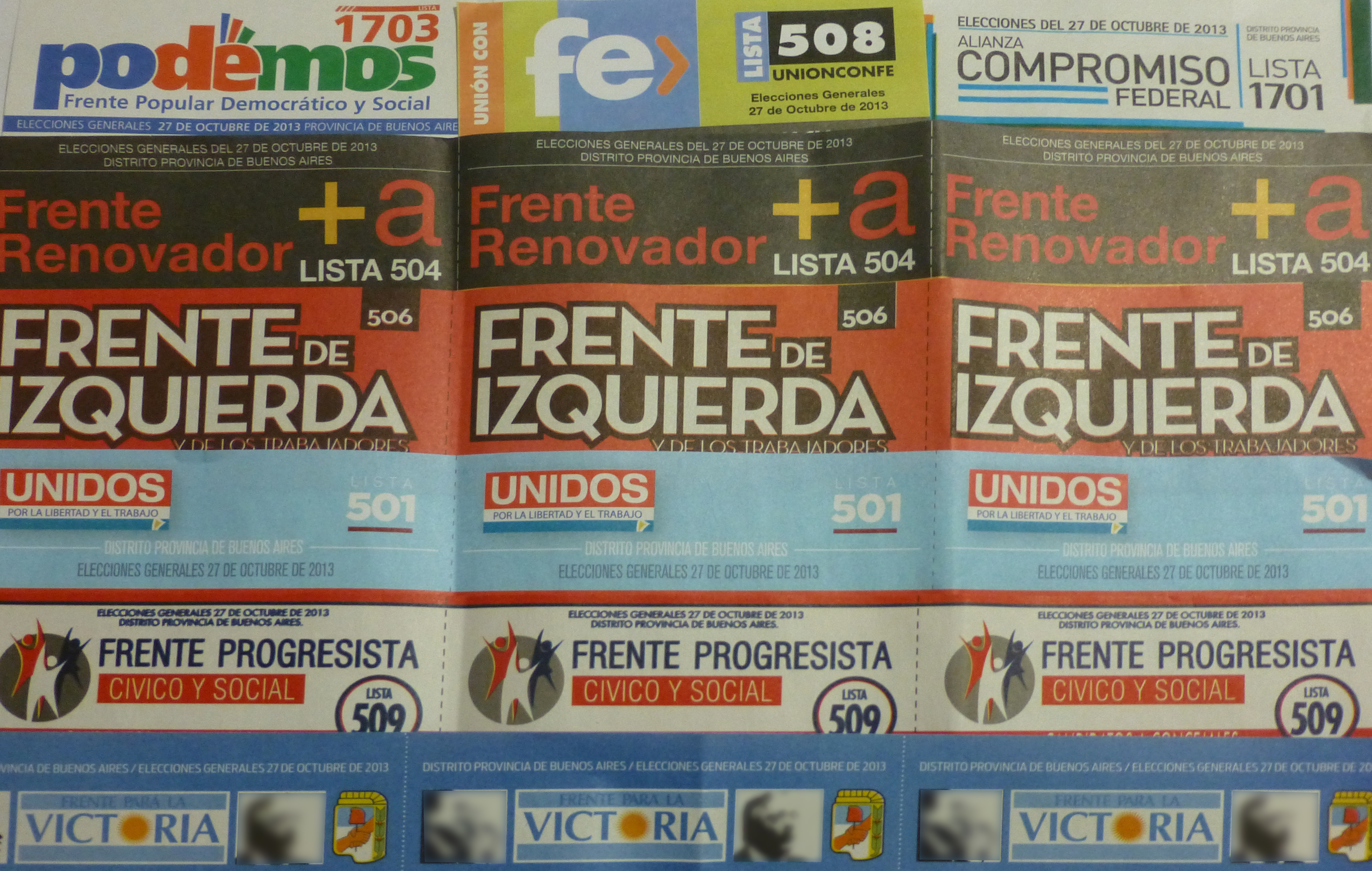
Boletas electorales en el Distrito Buenos Aires.

Los distritos que renovaron senadores para el período 2013-2019 fueron Ciudad Autónoma de Buenos Aires, Chaco, Entre Ríos, Neuquén, Río Negro, Salta, Santiago del Estero y Tierra del Fuego.
De las 24 bancas en juego en el Senado, doce son ocupadas hasta el mes de diciembre por senadores oficialistas, cinco son aliados y siete son abiertamente opositores.
Para el quorum propio, el entonces oficialista Frente Para la Victoria necesita 37 senadores, número al que llega, actualmente, con los senadores propios a los que se suman seis aliados; cuatro de ellos terminan su mandato: dos fueguinos (Nuevo Encuentro, ex CC), una rionegrina (UCR-K) y un neuquino (Movimiento Popular Neuquino).

### Diputados
La Cámara de Diputados de la Nación Argentina renovará la mitad de sus miembros por un período de 4 años. Los mismos se elegirán utilizando el sistema D'Hondt en cada uno de los 24 distritos electorales en los que se divide el país.
En la contienda por las 127 bancas en Diputados, el FPV arriesgará 38 de sus 116 bancas propias. Si se suman sus 17 aliados habituales, que también renuevan bancas, el oficialismo arriesgaría 55 de las 132 voluntades. En tanto, la UCR someterá a la voluntad popular más de la mitad de su bancada: 25 de sus 40 legisladores. El PRO arriesga casi la totalidad de su bloque, ya que renovará 8 de las 11 que posee. Por su parte, la Coalición Cívica y Proyecto Sur expondrán en las urnas todo su capital, al igual que el Peronismo Federal que, con 14 bancas en juego, pondrá a consideración casi el 70% de su representación actual. El Frente Amplio Progresista renueva poco: el 35% de su bloque.
Así, en Diputados, de la totalidad de bancas a renovar, un tercio pertenece al oficialismo y el 67%, a la oposición.
| Provincia              | Cámara de Diputados | Cámara de Diputados | Senado    | Senado    |
| Provincia              | Diputados           | A renovar           | Senadores | A renovar |
| ---------------------- | ------------------- | ------------------- | --------- | --------- |
| Buenos Aires           | 70                  | 35                  | 3         | —         |
| Ciudad de Buenos Aires | 25                  | 13                  | 3         | 3         |
| Catamarca              | 5                   | 3                   | 3         | —         |
| Chaco                  | 7                   | 4                   | 3         | 3         |
| Chubut                 | 5                   | 2                   | 3         | —         |
| Córdoba                | 18                  | 9                   | 3         | —         |
| Corrientes             | 7                   | 3                   | 3         | —         |
| Entre Ríos             | 9                   | 5                   | 3         | 3         |
| Formosa                | 5                   | 2                   | 3         | —         |
| Jujuy                  | 6                   | 3                   | 3         | —         |
| La Pampa               | 5                   | 3                   | 3         | —         |
| La Rioja               | 5                   | 2                   | 3         | —         |
| Mendoza                | 10                  | 5                   | 3         | —         |
| Misiones               | 7                   | 3                   | 3         | —         |
| Neuquén                | 5                   | 3                   | 3         | 3         |
| Río Negro              | 5                   | 2                   | 3         | 3         |
| Salta                  | 7                   | 3                   | 3         | 3         |
| San Juan               | 6                   | 3                   | 3         | —         |
| San Luis               | 5                   | 3                   | 3         | —         |
| Santa Cruz             | 5                   | 3                   | 3         | —         |
| Santa Fe               | 19                  | 9                   | 3         | —         |
| Santiago del Estero    | 7                   | 3                   | 3         | 3         |
| Tierra del Fuego       | 5                   | 2                   | 3         | 3         |
| Tucumán                | 9                   | 4                   | 3         | —         |
| Total                  | 257                 | 127                 | 72        | 24        |

## Encuestas

### Encuestas para las PASO
Ver encuestas para las Elecciones primarias de Argentina de 2013

### Encuestas para las elecciones legislativas generales 27 de octubre de 2013
| Provincia de Buenos Aires - Diputados | Provincia de Buenos Aires - Diputados | Provincia de Buenos Aires - Diputados | Provincia de Buenos Aires - Diputados | Provincia de Buenos Aires - Diputados | Provincia de Buenos Aires - Diputados | Provincia de Buenos Aires - Diputados |
| Fecha                                 | Encuestadora / cliente                | FPV (Insaurralde)                     | FR (Massa)                            | FPCS (Stolbizer)                      | FULT (De Narváez)                     | FIT (Pitrola)                         |
| ------------------------------------- | ------------------------------------- | ------------------------------------- | ------------------------------------- | ------------------------------------- | ------------------------------------- | ------------------------------------- |
| 18 Oct                                | Poliarquía / La Nación                | 33,2%                                 | 41,2%                                 | 12,6%                                 | 7,6%                                  | 3,6%                                  |
| 18 Oct                                | Managment & Fit                       | 33,3%                                 | 40,5%                                 | 12,9%                                 | -                                     | -                                     |
| 7 Oct                                 | Poliarquía                            | 32,3%                                 | 39,8%                                 | 11,7%                                 | 6,3%                                  | 3,9%                                  |
| 27 Sep                                | Poliarquía                            | 30,1%                                 | 41,1%                                 | 11,6%                                 | 6,9%                                  | -                                     |

La encuesta realizada por el Centro de Estudios de Opinión Pública (CEdOP) de la Facultad de Ciencias Sociales de la Universidad de Buenos Aires indica que el 72,4% de quienes votaron en las PASO en la Capital Federal y el 68% de quienes lo hicieron en el conurbano bonaerense afirmaron que repetirán su voto en las elecciones legislativas de octubre próximo. Los porcentajes varían de acuerdo con la boleta elegida. El mayor índice de lealtad es de los que eligieron al Frente para la Victoria.
El trabajo, abarcó 1203 casos con un nivel de confiabilidad muestral del 95% y se concretó en 15 comunas de la Ciudad de Buenos Aires y 24 municipios del conurbano bonaerense. El momento de la decisión del voto es clave para comprender la emergencia de nuevas opciones en la política argentina. De hecho, tanto en CABA como en el GBA casi el 20 por ciento de las personas decidió su voto el mismo día de los comicios, mientras que el 10 por ciento lo hizo la semana anterior.

## Desarrollo
Como sucede tradicionalmente, las boletas tienen distintos cuerpos de acuerdo a las categorías electivas para las cuales el partido o alianza presente candidaturas. El elector sólo podrá votar por una candidatura o lista de candidatos de su preferencia para cada una de las categorías.
Podrá votar una boleta completa o cortar boleta por categoría de cargos. Lo que no debe hacer es elegir más de una opción para una misma categoría, ya que su voto es computado nulo.
Luego de votar, el presidente de mesa emitirá, firmará y entregará al elector una constancia de emisión del voto que contendrá impresos los siguientes datos: fecha y tipo de elección, nombre y apellido completos, número de D.N.I. del elector y nomenclatura de la mesa.
La opción de cortar boleta entre distintos partidos estará disponible en las ocho provincias donde se eligen en simultáneo senadores y diputados: Chaco, Ciudad de Buenos Aires, Entre Ríos, Neuquén, Río Negro, Salta, Santiago del Estero y Tierra del Fuego.

### Sufragio voluntario a partir de los 16 años
Tras la sanción de la ley que permite el sufragio voluntario a partir de los 16 años, el padrón electoral podía potencialmente incrementarse un 4,5% engrosando en más de un millón de nuevos electores. No obstante, al culminar el plazo para renovar su documento de identidad, condición para poder emitir el sufragio, solo 750.000 jóvenes lo hicieron por lo que el aumento final fue de un 3,4%.

### Elección de miembros del Consejo de la Magistratura
El decreto 577/2013, publicado en el Boletín Oficial, convoca a los ciudadanos a elegir (en conjunto con los comicios legislativos) candidatos al Consejo de la Magistratura en el marco de las PASO (elecciones primarias, abiertas, simultáneas y obligatorias) del 11 de agosto.
Además, se iba a convocar al electorado para que el día 27 de octubre de 2013, conforme lo dispuesto por el Decreto Nº 501/13, para que procediese a elegir integrantes del Consejo de la Magistratura.
Se elegirán:
- Tres (3) jueces del Poder Judicial de la Nación. Conforme al resultado de las elecciones asumirán dos (2) representantes a la lista que resulte ganadora por simple mayoría y uno (1) a la que resulte en segundo lugar.
- Tres (3) representantes de los abogados de la matrícula federal. Conforme al resultado de las elecciones asumirán dos (2) representantes a la lista que resulte ganadora por simple mayoría y uno (1) a la que resulte en segundo lugar.
- Seis (6) representantes de los ámbitos académico o científico. Corresponderán cuatro (4) representantes a la lista que resulte ganadora por simple mayoría y dos (2) a la que resulte en segundo lugar.

La jueza federal con competencia electoral María Romilda Servini de Cubría emitió el 11 de junio de 2013 dos fallos señalando como inconstitucional el voto popular para la elección de consejeros abogados, jueces y académicos. En las mismas dos resoluciones, anuló la convocatoria a las elecciones para consejeros, el nuevo número de integrantes que tendría el Consejo de la Magistratura (19 según lo votado por el Congreso) y el voto popular para elegir a los consejeros.
La Corte Suprema declaró inconstitucional cuatro artículos de la ley de reforma del Consejo de la Magistratura. El fallo de la Corte invalida por completo la ley aprobada el 08-05-2013 y promulgada el 27-05-2013. Deja sin efecto así la convocatoria a elecciones para los abogados, jueces y académicos que integran ese cuerpo. La anulación del llamado a elección popular de consejeros no afecta el proceso electoral para diputados y senadores. Específica que la ley que queda vigente es la que data de 2006.

### Principales Fuerzas Nacionales
Diputados Nacionales que conformarán el congreso a partir de diciembre.
| Agrupaciones políticas                                  | Votos     | %      | Estimación de cargos |
| ------------------------------------------------------- | --------- | ------ | -------------------- |
| Frente Para la Victoria + Integrantes                   | 6.923.387 | 30,64% | 129                  |
| Frente Progresista, Cívico y Social + Integrantes       | 5.689.279 | 25,18% | 54                   |
| Frente Renovador                                        | 3.943.056 | 17,45% | 19                   |
| Propuesta Republicana                                   | 1.747.351 | 7,73%  | 18                   |
| Frente de Izquierda y de los Trabajadores + Integrantes | 1.203.896 | 5,32%  | 3                    |
| Unión por Córdoba                                       | 532.702   | 2,35%  | 3                    |
| Unidos por la Libertad y el Trabajo                     | 486.753   | 1,71%  | 3                    |
| Frente Cívico por Santiago                              | 357.792   | 1,58%  | 3                    |

Senadores Nacionales que ingresan en diciembre.
| Agrupaciones políticas                            | Votos     | %      | Estimación de cargos |
| ------------------------------------------------- | --------- | ------ | -------------------- |
| Frente Para la Victoria                           | 1.608.666 | 32,13% | 11                   |
| Propuesta Republicana                             | 912.329   | 18,22% | 3                    |
| Frente Progresista, Cívico y Social + Integrantes | 802.049   | 16,02% | 3                    |
| Frente Cívico por Santiago                        | 218.965   | 4,37%  | 2                    |
| Movimiento Popular Neuquino                       | 139.366   | 2,78%  | 2                    |
| Frente Popular Salteño                            | 150.745   | 3,01%  | 1                    |

## Resultados

### Cámara de Diputados
|  | 30,42 % |

|  | 1,58 % |

|  | 0,54 % |

|  | 0,21 % |

|  | 0,07 % |

|  | 0,01 % |

|  | 32,83 % |

|  | 9,06 % |

|  | 6,10 % |

|  | 2,25 % |

|  | 1,37 % |

|  | 1,17 % |

|  | 0,95 % |

|  | 0,57 % |

|  | 0,46 % |

|  | 0,39 % |

|  | 0,37 % |

|  | 0,35 % |

|  | 0,31 % |

|  | 0,31 % |

|  | 0,30 % |

|  | 0,17 % |

|  | 0,11 % |

|  | 0,09 % |

|  | 0,05 % |

|  | 0,01 % |

|  | 24,37 % |

|  | 17,44 % |

|  | 0,25 % |

|  | 0,16 % |

|  | 0,15 % |

|  | 0,06 % |

|  | 18,06 % |

|  | 4,13 % |

|  | 2,28 % |

|  | 0,80 % |

|  | 0,58 % |

|  | 0,39 % |

|  | 0,23 % |

|  | 0,17 % |

|  | 0,11 % |

|  | 0,02 % |

|  | 8,73 % |

|  | 4,32 % |

|  | 0,91 % |

|  | 0,10 % |

|  | 0,02 % |

|  | 5,36 % |

|  | 2,36 % |

|  | 2,15 % |

|  | 1,15 % |

|  | 1,15 % |

|  | 0,68 % |

|  | 0,62 % |

|  | 0,04 % |

|  | 0,66 % |

|  | 0,59 % |

|  | 0,41 % |

|  | 0,12 % |

|  | 0,02 % |

|  | 0,55 % |

|  | 0,50 % |

|  | 0,47 % |

|  | 0,41 % |

|  | 0,32 % |

|  | 0,31 % |

|  | 0,19 % |

|  | 0,19 % |

|  | 0,19 % |

|  | 0,17 % |

|  | 0,12 % |

|  | 0,10 % |

|  | 0,08 % |

|  | 0,08 % |

|  | 0,08 % |

|  | 0,07 % |

|  | 0,07 % |

|  | 0,06 % |

|  | 0,06 % |

|  | 0,05 % |

|  | 0,05 % |

|  | 0,04 % |

|  | 0,04 % |

|  | 0,04 % |

|  | 0,03 % |

|  | 0,02 % |

|  | 95,08 % |

|  | 3,56 % |

|  | 1,36 % |

|  | 77,64 % |

|  | 100 % |

## Resultados por distrito

### Cámara de Diputados
|  | 43,95 % |

|  | 32,33 % |

|  | 11,71 % |

|  | 5,43 % |

|  | 5,01 % |

|  | 1,57 % |

|  | 96,01 % |

|  | 3,10 % |

|  | 0,89 % |

|  | 81,50 % |

|  | 100 % |

|  | 34,46 % |

|  | 32,21 % |

|  | 21,62 % |

|  | 5,64 % |

|  | 3,79 % |

|  | 2,28 % |

|  | 92,85 % |

|  | 6,14 % |

|  | 1,01 % |

|  | 77,09 % |

|  | 100 % |

|  | 40,02 % |

|  | 38,83 % |

|  | 18,62 % |

|  | 2,54 % |

|  | 89,52 % |

|  | 9,46 % |

|  | 1,02 % |

|  | 79,76 % |

|  | 100 % |

|  | 59,32 % |

|  | 36,19 % |

|  | 4,49 % |

|  | 90,48 % |

|  | 8,79 % |

|  | 0,73 % |

|  | 80,43 % |

|  | 100 % |

|  | 52,63 % |

|  | 23,22 % |

|  | 12,80 % |

|  | 4,55 % |

|  | 4,42 % |

|  | 2,39 % |

|  | 95,47 % |

|  | 1,64 % |

|  | 2,89 % |

|  | 77,66 % |

|  | 100 % |

|  | 26,60 % |

|  | 22,67 % |

|  | 15,27 % |

|  | 14,41 % |

|  | 7,48 % |

|  | 4,59 % |

|  | 3,72 % |

|  | 3,12 % |

|  | 2,14 % |

|  | 96,96 % |

|  | 1,23 % |

|  | 1,81 % |

|  | 77,81 % |

|  | 100 % |

|  | 47,15 % |

|  | 42,70 % |

|  | 10,15 % |

|  | 96,76 % |

|  | 1,50 % |

|  | 1,74 % |

|  | 75,52 % |

|  | 100 % |

|  | 46,65 % |

|  | 23,41 % |

|  | 21,07 % |

|  | 5,84 % |

|  | 3,03 % |

|  | 96,07 % |

|  | 2,52 % |

|  | 1,41 % |

|  | 82,20 % |

|  | 100 % |

|  | 61,54 % |

|  | 35,70 % |

|  | 2,75 % |

|  | 94,48 % |

|  | 4,56 % |

|  | 0,96 % |

|  | 78,59 % |

|  | 100 % |

|  | 39,81 % |

|  | 39,41 % |

|  | 7,00 % |

|  | 5,29 % |

|  | 4,67 % |

|  | 2,20 % |

|  | 1,61 % |

|  | 82,12 % |

|  | 16,44 % |

|  | 1,44 % |

|  | 82,31 % |

|  | 100 % |

|  | 35,13 % |

|  | 34,43 % |

|  | 19,33 % |

|  | 4,55 % |

|  | 4,07 % |

|  | 2,50 % |

|  | 96,92 % |

|  | 1,10 % |

|  | 1,98 % |

|  | 79,40 % |

|  | 100 % |

|  | 46,94 % |

|  | 46,53 % |

|  | 2,98 % |

|  | 2,24 % |

|  | 1,32 % |

|  | 92,74 % |

|  | 5,57 % |

|  | 1,69 % |

|  | 79,50 % |

|  | 100 % |

|  | 47,69 % |

|  | 27,18 % |

|  | 14,03 % |

|  | 5,14 % |

|  | 3,95 % |

|  | 2,02 % |

|  | 95,91 % |

|  | 2,44 % |

|  | 1,65 % |

|  | 81,18 % |

|  | 100 % |

|  | 43,20 % |

|  | 26,62 % |

|  | 14,66 % |

|  | 11,23 % |

|  | 4,28 % |

|  | 96,92 % |

|  | 1,56 % |

|  | 1,52 % |

|  | 78,81 % |

|  | 100 % |

|  | 40,22 % |

|  | 21,31 % |

|  | 11,55 % |

|  | 9,89 % |

|  | 5,55 % |

|  | 4,62 % |

|  | 3,62 % |

|  | 3,24 % |

|  | 93,24 % |

|  | 3,72 % |

|  | 3,04 % |

|  | 81,64 % |

|  | 100 % |

|  | 50,76 % |

|  | 24,60 % |

|  | 16,67 % |

|  | 8,57 % |

|  | 92,89 % |

|  | 4,62 % |

|  | 2,50 % |

|  | 76,70 % |

|  | 100 % |

|  | 20,96 % |

|  | 19,19 % |

|  | 18,88 % |

|  | 17,97 % |

|  | 7,66 % |

|  | 5,97 % |

|  | 3,72 % |

|  | 2,72 % |

|  | 1,55 % |

|  | 1,37 % |

|  | 94,67 % |

|  | 4,18 % |

|  | 1,16 % |

|  | 75,18 % |

|  | 100 % |

|  | 55,36 % |

|  | 22,87 % |

|  | 10,56 % |

|  | 4,51 % |

|  | 3,77 % |

|  | 1,62 % |

|  | 1,32 % |

|  | 97,44 % |

|  | 1,00 % |

|  | 1,55 % |

|  | 82,11 % |

|  | 100 % |

|  | 52,89 % |

|  | 23,55 % |

|  | 17,89 % |

|  | 4,67 % |

|  | 85,52 % |

|  | 12,12 % |

|  | 2,36 % |

|  | 80,25 % |

|  | 100 % |

|  | 42,16 % |

|  | 24,70 % |

|  | 20,07 % |

|  | 11,13 % |

|  | 1,95 % |

|  | 96,76 % |

|  | 0,66 % |

|  | 2,59 % |

|  | 73,79 % |

|  | 100 % |

|  | 42,31 % |

|  | 27,20 % |

|  | 22,67 % |

|  | 2,57 % |

|  | 1,94 % |

|  | 1,84 % |

|  | 1,47 % |

|  | 96,23 % |

|  | 1,76 % |

|  | 2,00 % |

|  | 77,14 % |

|  | 100 % |

|  | 77,00 % |

|  | 14,03 % |

|  | 4,48 % |

|  | 2,71 % |

|  | 1,76 % |

|  | 91,09 % |

|  | 8,17 % |

|  | 0,74 % |

|  | 78,19 % |

|  | 100 % |

|  | 27,31 % |

|  | 21,45 % |

|  | 17,08 % |

|  | 10,27 % |

|  | 9,40 % |

|  | 4,85 % |

|  | 3,75 % |

|  | 3,55 % |

|  | 2,34 % |

|  | 87,45 % |

|  | 7,20 % |

|  | 5,35 % |

|  | 73,52 % |

|  | 100 % |

|  | 46,94 % |

|  | 34,68 % |

|  | 8,18 % |

|  | 3,09 % |

|  | 3,02 % |

|  | 2,68 % |

|  | 1,42 % |

|  | 97,94 % |

|  | 0,82 % |

|  | 1,24 % |

|  | 84,29 % |

|  | 100 % |

1. ↑  Renunció el 9 de diciembre de 2015, lo reemplaza Horacio Fernando Alonso el 1 de marzo de 2016.
2. ↑  Renunció el 6 de enero de 2017, la reemplaza Verónica Carolina Couly el 15 de febrero de 2017.
3. ↑  Renunció el 29 de febrero de 2016, lo reemplaza Mónica Edith Litza el 1 de marzo de 2016.
4. ↑  Renunció el 11 de marzo de 2016, lo reemplaza Franco Caviglia el 15 de marzo de 2016.
5. ↑  Renunció el 10 de diciembre de 2014, lo reemplaza Luis Francisco Jorge Cigogna el 16 de diciembre de 2014.
6. ↑  Renunció el 9 de diciembre de 2015, lo reemplaza Gustavo Héctor Arrieta el 15 de marzo de 2016.
7. ↑  Renunció el 3 de diciembre de 2015, lo reemplaza Claudia Rucci el 1 de marzo de 2016.
8. ↑  Renunció el 9 de junio de 2015, lo reemplaza Myriam Bregman el 10 de junio de 2015. Myriam Bregman renunció el 6 de diciembre de 2016, lo reemplaza Juan Carlos Giordano el 6 de diciembre de 2016.
9. ↑  Renunció el 9 de diciembre de 2015, lo reemplaza José Luis Patiño el 1 de marzo de 2016.
10. ↑  Renunció el 9 de diciembre de 2015, lo reemplaza Alicia Irma Besada el 1 de marzo de 2016.
11. ↑  Renunció el 22 de diciembre de 2015, la reemplaza María Paula Lopardo el 1 de marzo de 2016.
12. ↑  Renunció el 9 de diciembre de 2015, lo reemplaza Marcelo Adolfo Sorgente el 1 de marzo de 2016.
13. ↑  Renunció el 9 de diciembre de 2015, lo reemplaza Eduardo Raúl Conesa el 1 de marzo de 2016.
14. ↑  Renunció el 29 de febrero de 2016, lo reemplaza Julio César Antonio Raffo el 1 de marzo de 2016.
15. ↑  Renunció el 21 de octubre de 2014, lo reemplaza Alicia Terada el 22 de octubre de 2014.
16. ↑  Renunció el 10 de diciembre de 2015, lo reemplaza Sixto Osvaldo Bermejo el 1 de marzo de 2016.
17. ↑  Renunció el 9 de diciembre de 2015, lo reemplaza María Eugenia Brezzo el 1 de marzo de 2016.
18. ↑  Renunció el 9 de diciembre de 2015, lo reemplaza Agustín Calleri el 1 de marzo de 2016.
19. ↑  Renunció el 9 de diciembre de 2015, lo reemplaza Gerardo Alberto Bellocq el 1 de marzo de 2016. Gerardo Alberto Bellocq falleció el 26 de abril de 2016, lo reemplaza Brenda Lis Austin el 18 de mayo de 2016.
20. ↑  Renunció el 26 de agosto de 2014, lo reemplaza Ramón Ernesto Bernabey el 27 de agosto de 2014.
21. ↑  Renunció el 9 de diciembre de 2015, lo reemplaza Andrés Ernesto Guzmán el 1 de marzo de 2016.
22. ↑  Nunca asumió, lo reemplaza Lautaro Gervasoni el 10 de diciembre de 2013.
23. ↑  Renunció el 29 de febrero de 2016, lo reemplaza Lucila Beatriz Duré el 1 de marzo de 2016.
24. ↑  Renunció el 9 de diciembre de 2015, lo reemplaza Gabriela Romina Albornoz el 1 de marzo de 2016.
25. ↑  Renunció el 28 de diciembre de 2015, lo reemplaza Martín Maquieyra el 1 de marzo de 2016.
26. ↑  Renunció el 10 de diciembre de 2015, lo reemplaza María Clara del Valle Vega el 1 de marzo de 2016.
27. ↑  Renunció el 9 de diciembre de 2015, lo reemplaza Graciela Cousinet (LdS) el 1 de marzo de 2016.
28. ↑  Renunció el 2 de diciembre de 2015, lo reemplaza Soledad Sosa el 4 de diciembre de 2015.
29. ↑  Renunció el 9 de diciembre de 2015, lo reemplaza Darío Martínez el 1 de marzo de 2016.
30. ↑  Renunció el 23 de noviembre de 2017, no fue reemplazado.
31. ↑  Falleció el 11 de noviembre de 2016, lo reemplaza Ramón Alberto Tovares el 30 de noviembre de 2016.
32. ↑  Renunció el 10 de diciembre de 2015, lo reemplaza Luis Lusquiños el 1 de marzo de 2016. Luis Lusquiños falleció el 17 de junio de 2017, lo reemplaza Ramón Alfredo Domínguez el 5 de julio de 2017.
33. ↑  Renunció el 9 de diciembre de 2015, lo reemplaza Ana Isabel Copes el 1 de marzo de 2016.
34. ↑  Renunció el 19 de febrero de 2015, lo reemplaza Luciano Laspina el 25 de febrero de 2015.
35. ↑  Falleció el 28 de enero de 2014, lo reemplaza Eduardo Jorge Seminara el 3 de abril de 2014.
36. ↑  Nunca asumió, lo reemplaza Nilda Mabel Carrizo el 10 de diciembre de 2013.
37. ↑  Renunció el 5 de marzo de 2014, lo reemplaza Miriam Graciela del Valle Gallardo el 3 de abril de 2014.
38. ↑  Renunció el 10 de diciembre de 2015, lo reemplaza Federico Augusto Masso (LdS) el 1 de marzo de 2016.
39. ↑  Renunció el 12 de diciembre de 2013, lo reemplaza Juan Casañas el 3 de abril de 2014.

### Senado
- Capital Federal
- Chaco
- Entre Ríos
- Neuquén
- Río Negro
- Salta
- Santiago del Estero
- Tierra del Fuego

|  | 39,26 % |

|  | 27,67 % |

|  | 23,26 % |

|  | 4,68 % |

|  | 2,56 % |

|  | 2,56 % |

|  | 93,41 % |

|  | 5,59 % |

|  | 1,01 % |

|  | 77,09 % |

|  | 100 % |

|  | 60,62 % |

|  | 34,93 % |

|  | 4,45 % |

|  | 92,08 % |

|  | 7,13 % |

|  | 0,79 % |

|  | 80,43 % |

|  | 100 % |

|  | 46,25 % |

|  | 25,70 % |

|  | 19,82 % |

|  | 5,34 % |

|  | 2,88 % |

|  | 97,06 % |

|  | 1,43 % |

|  | 1,51 % |

|  | 82,20 % |

|  | 100 % |

|  | 41,92 % |

|  | 20,66 % |

|  | 11,62 % |

|  | 9,59 % |

|  | 5,07 % |

|  | 4,73 % |

|  | 3,36 % |

|  | 3,04 % |

|  | 94,20 % |

|  | 2,71 % |

|  | 3,08 % |

|  | 81,64 % |

|  | 100 % |

|  | 49,92 % |

|  | 26,30 % |

|  | 15,91 % |

|  | 7,87 % |

|  | 94,48 % |

|  | 2,96 % |

|  | 2,57 % |

|  | 76,70 % |

|  | 100 % |

|  | 29,36 % |

|  | 24,57 % |

|  | 22,64 % |

|  | 16,78 % |

|  | 6,65 % |

|  | 94,42 % |

|  | 4,11 % |

|  | 1,47 % |

|  | 75,14 % |

|  | 100 % |

|  | 48,00 % |

|  | 29,01 % |

|  | 14,04 % |

|  | 4,59 % |

|  | 2,65 % |

|  | 1,71 % |

|  | 92,23 % |

|  | 6,96 % |

|  | 0,81 % |

|  | 78,19 % |

|  | 100 % |

|  | 34,43 % |

|  | 22,37 % |

|  | 15,03 % |

|  | 13,79 % |

|  | 5,55 % |

|  | 5,38 % |

|  | 3,44 % |

|  | 81,60 % |

|  | 14,09 % |

|  | 4,30 % |

|  | 73,52 % |

|  | 100 % |

1. ↑  Renunció el 9 de octubre de 2015, para ejercer como vicepresidenta de la Nación. La reemplazó Marta Varela el 11 de febrero de 2016.
2. ↑  Renunció el 9 de diciembre de 2015, lo reemplaza Federico Pinedo el 10 de diciembre de 2015.
3. ↑  Nunca asumió, lo reemplaza Gerardo Zamora el 10 de diciembre de 2013. Gerardo Zamora renunció el 9 de diciembre de 2017, lo reemplaza Blanca Porcel de Riccobelli el 10 de diciembre de 2017.
4. ↑  Renunció el 9 de diciembre de 2015, lo reemplaza José Anatolio Ojeda el 10 de diciembre de 2015.
5. ↑  Falleció el 7 de septiembre de 2015, lo reemplaza Miriam Ruth Boyadjian el 16 de septiembre de 2015.